# Torre del Molí de Bítem
La Torre del Molí de Bítem és una obra del nucli de Bítem, al municipi de Tortosa declarada Bé Cultural d'Interès Nacional.

## Descripció
Es tracta d'una torre rodona de base poligonal amb una porta per accedir a l'interior d'arc rebaixat. Fou construïda amb maçoneria i a la part superior es pot veure un afegit posterior fet de maó. L'arrebossat s'ha perdut en algunes zones, a més a més hi ha una sèrie de ferros i un dipòsit que posen de manifest el seu estat de degradació.

## Història
Situada a Bítem, identificada potser amb la torre de la Merla, de planta circular. Per les seves característiques constructives probablement és una torre de molí de vent.